# گروه هیلتون فود
گروه هیلتون فود (انگلیسی: Hilton Food Group) شرکت صنایع غذایی بریتانیایی است، که در سال ۱۹۹۴ تأسیس شد.